# Ка деј Марки (Болоња)
Ка деј Марки је насеље у Италији у округу Болоња, региону Емилија-Ромања.
Према процени из 2011. у насељу је живело 26 становника. Насеље се налази на надморској висини од 707 м.